# Petorca (tỉnh)
Tỉnh Petorca là một tỉnh ở vùng Valparaíso, Chile. Tỉnh này có diện tích 4588,9 ki-lô-mét vuông. Dân số tỉnh Petorca là 70.610 người (điều tra năm 2002)

## Các đô thị
Tỉnh này được chia thành 5 đô thị:
- La Ligua
- Cabildo
- Zapallar
- Papudo
- Petorca